# Andrés Magallón
Andrés Magallón Ramírez (Quimichis, Nayarit, México; 30 de noviembre de 1882-Ciudad de México, 17 de noviembre de 1968) fue un periodista, político revolucionario y diputado constituyente. 

## Biografía
Andrés Magallón Ramírez nació en Quimichis, en el estado de Nayarit. Sin embargo, en aquel entonces, aquella área constituía el Distrito Militar de Tepic y poco tiempo después, bajo el gobierno porfiriano, se constituyó en el Territorio Federal de Tepic. Fue el propio Andrés Magallón Ramírez quien, en el Congreso Constituyente de Querétaro en 1917, promovió la conversión de la entidad en Estado Libre y Soberano de Nayarit.
Su padre fue Miguel Ignacio Magallón, el cual era hijo de un español y probablemente de una mestiza. Sus abuelos habían llegado a México, probablemente en los años cuarenta del siglo XIX. Eran pues, de los españoles que ya no llegaban a la Nueva España, pero que aún encontraban en la República Mexicana el ámbito social y las oportunidades de trabajo y desenvolvimiento económico y familiar que ya no alcanzaban en la “Madre Patria”. Los "Magallón", en calidad de inmigrantes, fueron a radicarse al área de la población de Ameca, en Jalisco y a trabajar como jefes o administradores en un trapiche azucarero próximo a la población de “El Cabezón” que hasta 1995 aún existía.
Tal vez, hacia los tres cuartos del siglo XIX, se haya separado alguno o algunos de los Magallón para ir a radicar al Estado de Michoacán en área próxima a Jiquilpan, la tierra del general Lázaro Cárdenas en donde, en la actualidad, hay muchas personas de apellido Magallón.
Su madre, Doña Micaela Ramírez de Magallón (mi abuelita, pues), era mestiza, o tal vez “castiza”, como se llamaba al hijo de español y mestiza. (Véase: “El origen de las Clases Medias” por Miguel Othón de Mendizábal) . No tengo información sobre el origen social de Doña Micaelíta.
Hacia 1885-1887, mis abuelos con su familia, se encontraban en un pequeño poblado cercano a Acaponeta, llamado “Quimiches” en realidad una ranchería), cuando ocurrió una tremenda inundación por el desborde de los ríos cercanos, Con ese motivo, mis abuelos y sus 4 o 5 hijos, se embarcaron en los mismos terrenos inundados, desembocaron en el mar y llegaron a Mazatlán, como tierra prometida.
El abuelo Don Miguel Ignacio, aunque hay evidencias familiares de que hacia el fin del siglo XIX, Doña Micaelita tuvo dos hijos; María y Manuel. María murió pronto pero el tío Manuel vivió hasta pasados los años 60s de este siglo XX, significando siempre, para toda la familia, una verdadera calamidad por sus abusos, sus estupideces y su irresponsabilidad. Nunca nadie en la familia —que yo sepa— hizo comentario alguno sobre el asunto, pero un sobre entendido flotante indicaba que María y Manuel no fueron hijos del abuelo Miguel Ignacio.
En Mazatlán, en los primeros diez años del siglo, Andrés Magallón se desenvuelve como empleado y promotor comercial, actividad en la que tuvo éxito y progresó, hasta 1910 en que la Revolución naciente abre un vasto horizonte de oportunidades de desenvolvimiento personal a amplios sectores de la población.
El año 1905 ocurre un hecho fundamental para la estructuración familiar: Un grupo de amigos y amigas organizan un paseo, día de campo, a El Sábalo”, que es un área situada al norte de la zona urbana original de Mazatlán.
(Una breve explicación lateral: El área del “EL Sábalo”, al norte del Puerto de Mazatlán, estaba separada del área urbana del puerto por un cerro que emergía del mar. Al final del Paseo de “Olas Altas”. Actualmente el cerro ha sido cortado y el área urbana se extiende ampliamente al norte. Pero en 1905 [y aún mucho tiempo después], había que hacer un rodeo muy amplio para llegar a “EL Sábalo”. Actualmente, se ubica ahí una gran zona hotelera y residencial).
En ese paseo concurren el joven Andrés Magallón y una bella chica llamada Concepción de la Vega y Diez Martínez, quien residía en Mazatlán en casa de su media hermana mayor (bastante mayor), la que había de ser mi tía Rosarito, de apellidos Alonso y Diez Martínez. Los sucesos de ese paseo se narran aparte. Determinan el matrimonio de Andrés y Concepción, unión que dura desde 1905 hasta 1917 en que ella fallece y del que nacen cinco hijos: Andrés, Lucía, Martha, maría Guadalupe y Alfonso
Entre 1905 y 1910, Andrés Magallón Ramírez se desenvuelve en trabajos al parecer, vinculados a actividades comerciales por encargo de un patrón. Con motivo de esa actividad viaja por Sonora y Baja California, específicamente Guaymas y Santa Rosalía, una frente a otra. Por ese motivo, una de mis hermanas es sonorense.
En 1910 Andrés Magallón Ramírez se incorpora a la revolución, específicamente al Ejército del Noroeste, bajo el mando del señor general Ramón F. Iturbe , La nota de la “Enciclopedia de México”, tomo 8, Pág. 402 apunta lo siguiente:
“…Se incorporó al movimiento maderista y fue secretario del Ayuntamiento revolucionario de ese puerto. En 1913 el gobierno usurpador lo llevó preso a la ciudad de México; confinado en San Pedro y San Pablo estuvo a punto de ser fusilado. Siendo secretario del cuerpo de ejército, que comandaba el general Ramón F. Iturbide, visitó a Carranza, cruzando por territorio villista, para informarle la decisión de los revolucionarios de Sinaloa de otorgarle su apoyo. Diputado al Congreso Constituyente de 1916-1917, formó parte del grupo que reestructuró el proyecto original de Constitución e incorporó a su texto los preceptos de los artículos 3°, 27, 123 y 130. Fue otra vez diputado a la XXVII Legislatura Federal y senador durante el gobierno de Álvaro Obregón. Se negó a firmar los Tratados de Bucareli y ello le concitó la hostilidad del caudillo…”